# Marielitos (pandillas)
«Marielitos» es el apodo de los cubanos que arribaron a Estados Unidos en la oleada migratoria conocida como Éxodo del Mariel, en 1980. Por asociación, este apodo designa también a los delincuentes cubanos que fundaron pandillas en dicho país a partir de 1980, tras desembarcar en Florida junto con el grueso de los refugiados ordinarios.

## Historia

### Década de 1980-presente
En 1980, el flujo migratorio de Cuba a Estados Unidos se intensificó a raíz del Éxodo del Mariel: el régimen castrista permitió que unos 125 000 refugiados cubanos zarpasen rumbo a Estados Unidos desde el puerto de Mariel, a bordo de una decrépita flota de embarcaciones privadas. De los 125 000 refugiados cubanos que arribaron a las costas estadounidenses, bautizados popularmente como «marielitos», se calcula que una quinta parte eran criminales o «indeseables». Según los exiliados y disidentes cubanos, estos delincuentes fueron obligados a sumarse al Éxodo del Mariel por decisión de Fidel Castro, quien los habría camuflado entre los refugiados ordinarios en un presunto intento de desacreditar a estos últimos como «escoria social», que pretendía huir del «paraíso socialista cubano».
Posteriormente, en un artículo publicado por el periódico Sun-Sentinel en septiembre de 1985, se informó de que las cárceles del condado de Miami-Dade en Florida albergaban entre 350 y 400 delincuentes marielitos en un día promedio. Con todo, Demetrio Perez, comisionado de la ciudad de Miami, declaró al respecto que «incluso entre los marielitos que tenían antecedentes penales, había miles cuyos delitos eran tan leves que no se les consideraría delincuentes aquí, y otros miles cuyos antecedentes penales se debían a su oposición al régimen comunista [de Cuba]». Por este motivo, algunas fuentes estiman que solo unos 2700 de los 125 000 refugiados del Mariel eran delincuentes profesionales con antecedentes por delitos graves.
Después de desembarcar en Florida, algunos de estos delincuentes profesionales fundaron organizaciones criminales en suelo estadounidense, las llamadas bandas o pandillas de marielitos. Dichas organizaciones se consolidaron bien como simples redes de narcotraficantes, o bien como grupos criminales con una estructura definida, que gestionaban diversos tipos de negocios ilícitos en diferentes ciudades de Estados Unidos. Sin embargo, las autoridades estadounidenses arrestaron en poco tiempo a miles de pandilleros marielitos; de los citados 2700 criminales profesionales del Mariel, unos 1400 cumplieron condena en cárceles estadounidenses –por delitos cometidos en Estados Unidos– y los otros 1300 fueron deportados a su Cuba natal.
A fecha de 2008, había pandillas de marielitos en las ciudades de Las Vegas, Los Ángeles, Washington, D. C. y Nueva York. En 2017, el entonces presidente de Estados Unidos, Barack Obama, acordó con el gobierno cubano la extradición a Cuba de 500 marielitos con antecedentes penales.

### Vinculación con los Latin Kings
En 1986, un recluso marielito de la prisión neoyorquina de Collins, apodado «King Blood», redactó un manifiesto titulado King Manifesto Constitution. Este documento se convirtió en el manifiesto fundacional de las pandillas de Latin Kings de Nueva York, al plasmar por escrito la estructura interna, los rituales, las sanciones y los propósitos de las mismas.

## Miembros y actividades delictivas

### Miembros
Por lo general, las bandas de marielitos están integradas por hombres de ascendencia cubana mayores de 30 años, proclives a la superstición y con escasa formación académica. Buena parte de ellos poseen experiencia militar, adquirida durante su participación en la guerra civil de Angola –como conscriptos de las fuerzas armadas cubanas– o en los conflictos militares centroamericanos en los que intervino el régimen castrista.
En relación con su aspecto, muchos de los primeros pandilleros marielitos presentaban tatuajes característicos de santos patronos, nombres, palabras o símbolos arcanos. Asimismo, los delincuentes marielitos son a menudo reconocibles por sus cicatrices autoinfligidas, fruto de los rituales de diversas religiones afrocubanas. Entre estas religiones se incluyen la santería, el palo y la abakuá, las cuales poseen adeptos entre las bandas de marielitos.

### Actividades delictivas
Las pandillas de marielitos se dedican principalmente al tráfico de cocaína, así como a los asesinatos por encargo y a los homicidios relacionados con el narcotráfico en general. El resto de sus ingresos procede de la prostitución, la extorsión, los atracos, los robos con fuerza en domicilios privados, los hurtos en establecimientos comerciales, el robo de automóviles, las falsificaciones, las apuestas ilegales y el blanqueo de capitales. Al margen de estos delitos, las bandas de marielitos se han visto implicadas en violaciones.
En algunos casos, los marielitos han abierto nuevas rutas de contrabando de estupefacientes a Estados Unidos en colaboración con los cárteles colombianos. A su vez, los cárteles de Colombia han llegado a reclutar sicarios entre las bandas de marielitos, al igual que la Cosa Nostra estadounidense. Los criminales marielitos también ejercen como ejecutores (matones) y cobradores de deudas en las operaciones de narcotráfico y de juegos de azar de otras mafias cubanoestadounidenses, más antiguas y consolidadas que las pandillas de marielitos.

## En la cultura popular
Uno de los marielitos más conocidos de la cultura pop es Tony Montana, el narcotraficante ficticio que protagoniza la película de 1983 Scarface. El diario estadounidense The New York Times ha criticado al filme por contribuir a «la estigmatización de los refugiados del Mariel como delincuentes», al igual que la propia comunidad de refugiados marielitos.